# 高尾義政
高尾 義政（たかお よしまさ、Yoshimasa Takao、1941年9月13日 - 1990年6月1日）は、日本の占星術師。算命学を日本に伝えた。長崎県生まれ。文学博士。

## 来歴
昭和16年、長崎にて、材木問屋の7人兄弟として生まれる。昭和34年、上京。目黒大橋に鑑定所を開設。昭和47年3月、目黒・東山に朱学院塾を設立、初めて算命学を「中国占星術」の名で公開。
昭和61年、算命学総本校髙尾学館を新宿区新小川町に設立。平成元年、算命学総本校髙尾学館を文京区白山へ移動。倫道観寺を設立。
1990年（平成2年）博士論文「陰陽道を媒介とした神仏習合 : 吉田神道を中心として」を駒澤大学へ提出。同年6月1日、死去。享年48。
同年年6月28日、駒澤大学より文学博士の学位を授与される。

## 著書
- 改姓改名術：ツキを変える (ベストセラーズ 1974年8月 全国書誌番号:75064773 ASIN B01LTIPGQY)
- 星占い中国算命術：あなたの運勢を変える本 (講談社 1974年9月 全国書誌番号:75070647)
- 天中殺宿命編 (菜根出版 1979年 ISBN 978-4904644140)
- 原典算命学大系(全11巻) (菜根出版 1980年5月 全国書誌番号:83046945 ASIN B000J7D4N4)
- 東洋史観1：悠久の軍略 (菜根出版 1985年8月 ISBN 978-4782000632)
- 東洋史観2：東洋の予知学 (菜根出版 1986年3月 ISBN 978-4782000663)
- 算命学(全8巻) (算命学総本校髙尾学館 1986年 NCID BB1145310X)
- 算命学心技編(全2巻) (算命学総本校髙尾学館 1988年 NCID BB11454791)
- 天中殺算命占術 : 必ず訪れる幸運・衰運のサイクル (青春出版社 1989年1月 ISBN 978-4413014854)
- 算命学秘伝書Ⅰ (算命学総本校髙尾学館 1989年8月 NCID BA51877840 全国書誌番号:20221642)
- 算命学秘伝書Ⅱ：天中殺事典 (倫道観寺 1990年10月 NCID BA51879019 全国書誌番号:20221643)
- 陰陽道を媒介とした神仏習合 : 吉田神道を中心として (算命学総本校髙尾学館 1993年4月 NCID BN09854474 全国書誌番号:94020251)